# Park Yeon-mi

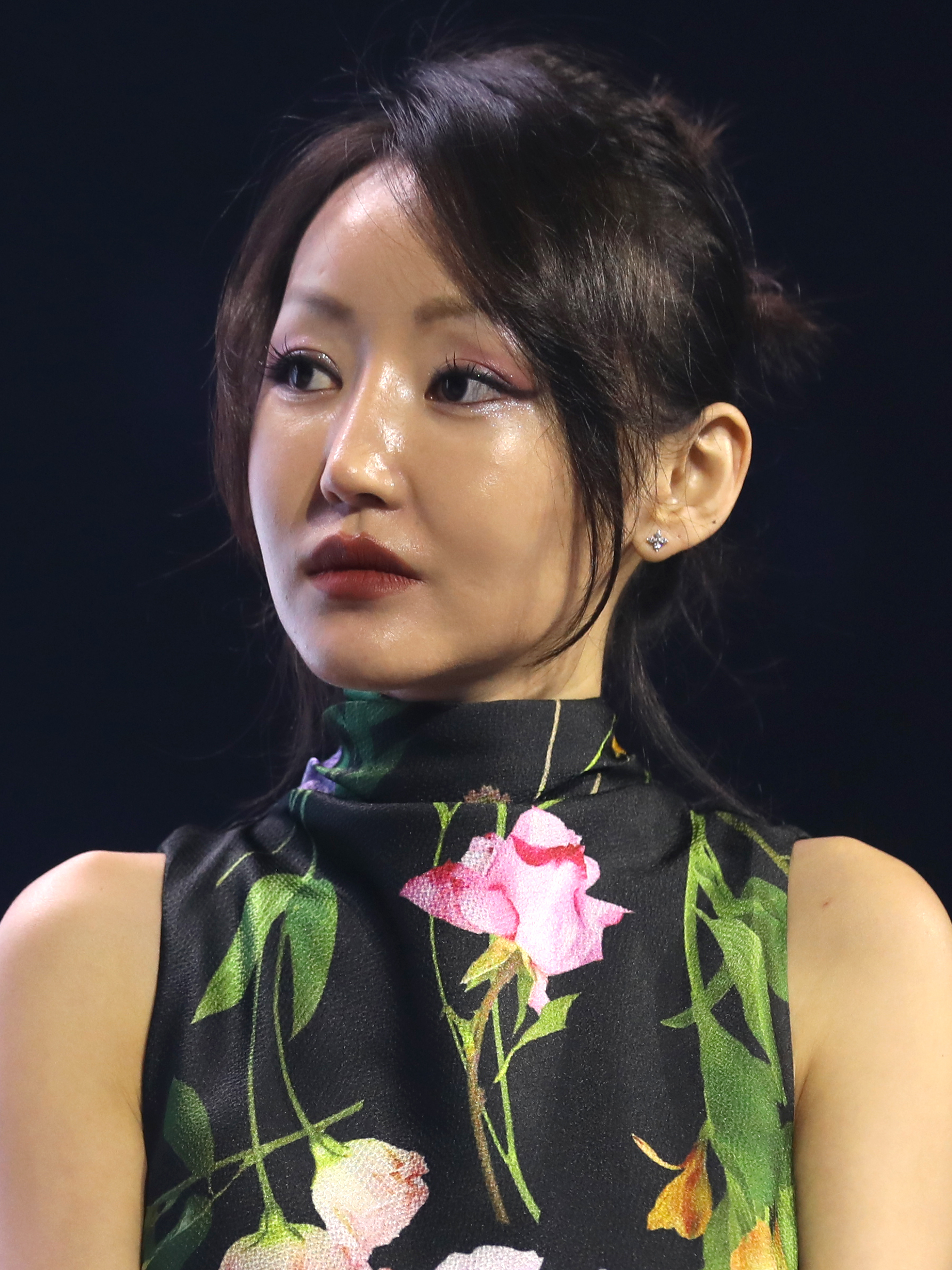
Park Yeon-mi in 2023

Park Yeon-mi (of Yeonmi Park) (Hyesan, 4 oktober 1993) is een Noord-Koreaanse overloper en mensenrechtenactivist die in 2007 naar China vluchtte en zich in 2009 in Zuid-Korea vestigde. Ze kwam uit een geleerde familie met politieke connecties die zich keerde tot handel op de zwarte markt toen de Noord-Koreaanse economie instortte in de jaren '90. Toen haar vader naar een werkkamp werd gestuurd, dreigde het gezin te verhongeren. Ze vluchtten naar China, waar Yeonmi en haar moeder in de handen vielen van mensenhandelaars. Ze ontsnapten en vluchtten naar Mongolië. Park pleit nu voor slachtoffers van mensenhandel en zet zich in voor mensenrechten in Noord-Korea en de rest van de wereld.
Park werd wereldwijd bekend nadat ze een speech gaf op de One Young World 2014 Summit in Dublin — een jaarlijkse conferentie waar jonge mensen van over de hele wereld bijeen komen om oplossingen te vinden voor wereldwijde problemen. Haar speech over haar ontsnapping uit Noord-Korea werd bijna zesentwintigmiljoen keer bekeken op Facebook en meer dan tweemiljoen keer op YouTube. Haar boek In Order to Live: A North Korean Girl's Journey to Freedom kwam uit in september 2015.

## Kindertijd
Park werd geboren op 4 oktober 1993 in Hyesan, Ryanggang, Noord-Korea. Haar vader was een ambtenaar die bij het stadhuis werkte voor de regerende Arbeiderspartij, en haar moeder was een zuster in het leger. Haar vader begon later een metaalsmokkeloperatie in de hoofdstad Pyongyang, waar hij het grootste deel van het jaar doorbracht terwijl zijn vrouw en dochters in Hyesan bleven. Voor het grootste deel van Park's kindertijd was haar gezin rijk voor Noord-Koreaanse begrippen, hoewel ze het later moeilijk kregen nadat haar vader gevangen werd gezet voor zijn illegale handel. Park heeft een oudere zus, Eunmi.

## Ontsnapping uit Noord-Korea
Park's vader werd gearresteerd voor illegale handel en veroordeeld tot dwangarbeid. Haar mening over de Kim dynastie veranderde toen ze een gesmokkelde DVD van de film Titanic bekeek. Dit deed haar realiseren hoe onderdrukkend de Noord-Koreaanse overheid was. Ze zegt dat ze van de film de ware betekenis van liefde leerde, en dat het haar de vrijheid deed proeven.
Toen Park's vader werd herenigd met zijn gezin, spoorde hij hen aan om naar China te vluchten. Helaas vertrok haar oudere zus Eunmi naar China zonder dat aan hen te laten weten. Park en haar gezin ontsnapten uit Noord-Korea door door China te reizen met hulp van smokkelaars die Noord-Koreanen China in smokkelen. Christelijke zendelingen uit China en Zuid-Korea hielpen het gezin Mongolië in, en Koreaanse diplomaten hielpen ze zich te vestigen in Seoel. Na deze zware tocht, die eindigde in 2007, besteedde Park al haar tijd aan activisme voor mensenrechten in Noord-Korea.

### China
Park en haar gezin ontsnapten uit Noord-Korea door de grens met China over te steken. In de nacht van 30 maart 2007 slaagden Park en haar moeder, met hulp van mensensmokkelaars, erin om een bevroren rivier en drie bergen over te steken om China in te komen. Park's vader was ziek en bleef achter in Noord-Korea, omdat hij dacht dat zijn zieke toestand hen zou vertragen. Eenmaal in China reisden Park en haar moeder naar de provincie Jilin. Ze probeerden Park's zus Eunmi te vinden, en vroegen de smokkelaars naar haar, zonder succes. Yeonmi en haar moeder gingen ervan uit dat Eunmi was overleden.
Een van de smokkelaars dreigde Park en haar moeder aan te geven aan de autoriteiten als Park geen seks met hem zou hebben. Haar moeder greep in en bood zichzelf aan aan de smokkelaar, om haar dochter te beschermen. In oktober 2007 stuurde Park bericht naar haar vader en regelde dat hij China in gesmokkeld werd. Daar kreeg hij een diagnose van ongeneeslijke darmkanker.
In januari 2008, terwijl het gezin ondergedoken zat, overleed Park's vader op 45-jarige leeftijd. Het gezin kon hem geen uitvaart geven, omdat ze bang waren dat ze ontdekt zouden worden door de Chinese autoriteiten. Ze begroeven zijn stoffelijk overschot in de grond op een nabije berg. Park zei, "Er was geen begrafenis. Niks. Ik kon dat niet eens doen voor mijn vader. Ik kon niemand bellen om te zeggen dat mijn vader overleden was."
Park en haar moeder vonden een christelijke vluchtelingenopvang geleid door Chinese en Zuid-Koreaanse zendelingen in de havenstand Qingdao. Dankzij de grote etnisch Koreaanse bevolking in de stad werden ze niet opgemerkt door de autoriteiten. Met hulp van de zendelingen waagden ze het erop en vluchtten naar Zuid-Korea via Mongolië.

### Mongolië
In februari 2009, nadat ze hulp hadden gekregen van mensenrechtenactivisten en christelijke zendelingen, reisden Park en haar moeder door de Gobiwoestijn naar Mongolië om asiel aan te vragen bij Zuid-Koreaanse diplomaten.
Toen ze de Mongolische grens bereikten, werden ze tegengehouden door de grenswachten, die dreigden om de twee terug te sturen naar China. Park zegt dat zij en haar moeder op dit moment dreigden zelfmoord te plegen met hun eigen messen. "Ik dacht dat dit het einde van mijn leven was. We zeiden elkaar vaarwel." Deze actie bracht de grenswachten ertoe hen binnen te laten, maar ze werden wel in hechtenis geplaatst in een detentiecentrum in Ulaanbaatar, de hoofdstad van Mongolië. Op 1 april 2009 werden Park en haar moeder naar de luchthaven van Ulaanbaatar gestuurd en naar Seoel gevlogen. Park was opgelucht om eindelijk vrij te zijn; de Daily Telegraph schreef, "'O mijn God,' dacht ze toen de Mongolische douane haar door liet lopen. 'Ze hielden me niet tegen.'"

### Zuid-Korea

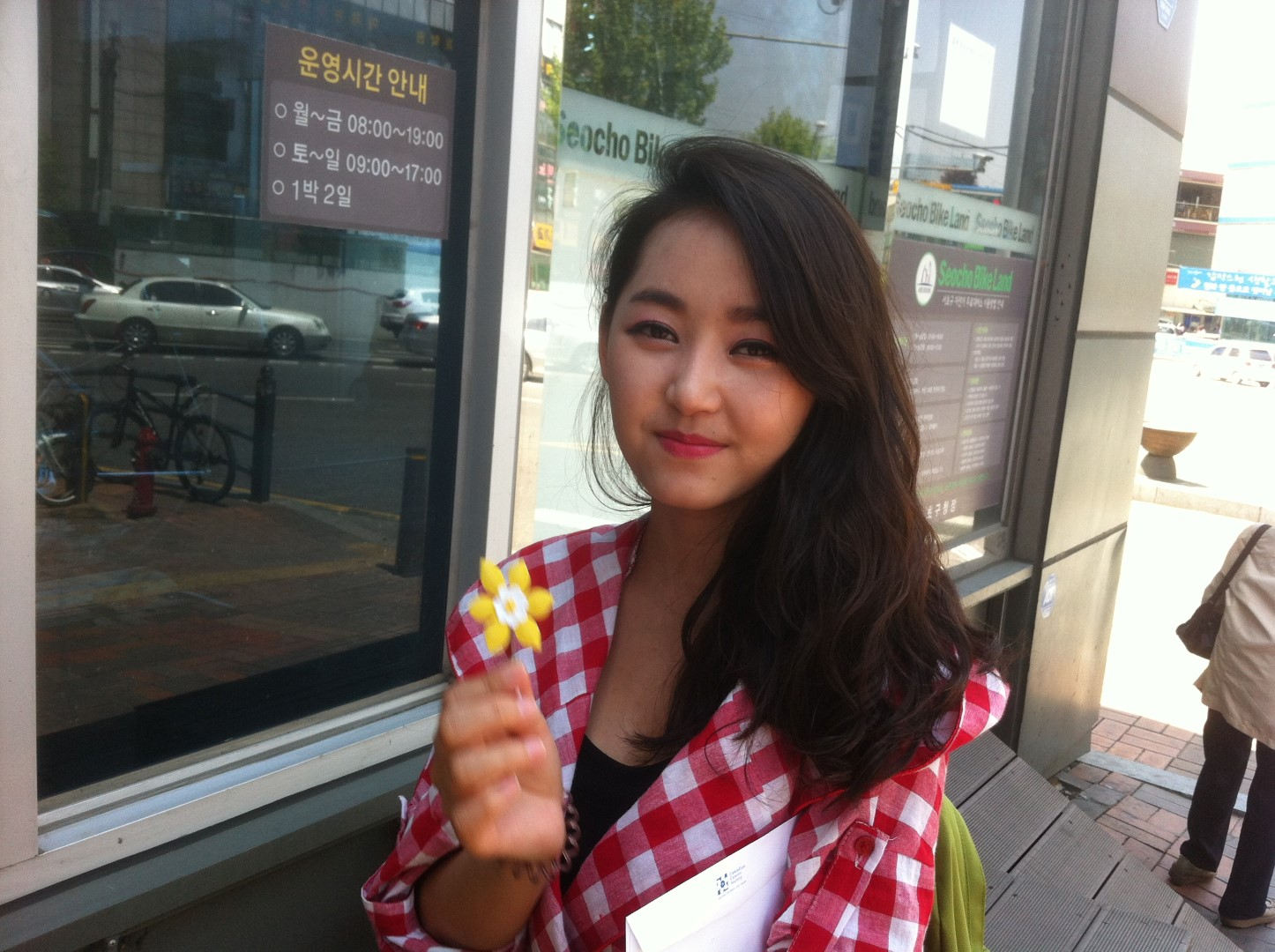
Park Yeonmi in Zuid-Korea

Park en haar moeder hadden moeite zich aan te passen aan hun nieuwe leven in Zuid-Korea, maar ze vonden werk als winkelassistent en serveerster. Park vervolgde ook haar opleiding aan de Dongguk Universiteit in Seoel. In april 2014 informeerde de Zuid-Koreaanse geheime dienst Park dat haar zus Eunmi naar Zuid-Korea gevlucht was via China en Thailand. Park en haar moeder werden uiteindelijk herenigd met Eunmi.

## Activisme en ontvangst
Sinds haar ontsnapping heeft Park geschreven en gesproken over haar leven in Noord-Korea. Ze heeft geschreven voor de Washington Post en is geïnterviewd door The Guardian. Park doet vrijwilligerswerk voor activistische organisaties zoals de Freedom Factory Corporation,  a vrijemarktdenktank in Zuid-Korea. Ze werd ook lid van LiNK (Liberty in North Korea), een nonprofitorganisatie die ondergedoken Noord-Koreaanse vluchtelingen uit China redt en ze helpt zich te vestigen in Zuid-Korea of de Verenigde Staten. Op 12–15 juni 2014, woonde Park LiNK's summit bij aan Pepperdine University in Malibu, California. Zij en de andere Noord-Koreaanse activisten, Joo Yang en Seongmin Lee, vertelden over de omstandigheden in Noord-Korea en hoe LiNK vluchtelingen kan helpen. Park deed mee aan LiNK's campagne, de Jangmadang (장마당). Park heeft zich ook uitgelaten over toerisme in Noord-Korea. Bezoekers worden ertoe aangespoord te buigen voor de beelden van Kim Jong-il en Kim Il-sung, wat zij ziet als "[meewerken aan] de propaganda van het regime, door het te laten lijken alsof zij ook de leider liefhebben en gehoordzamen."
Park heeft haar ontsnappingsverhaal verteld op een aantal bekende evenementen, zoals TEDx in Bath, de One Young World Summit in Dublin, en het Oslo Freedom Forum.
Samen met Casey Lartigue heeft Park vijf episodes gemaakt van de podcast North Korea Today. De podcast bespreekt onderwerpen over Noord-Korea en het leven van vluchtelingen na hun ontsnapping. Park stelde zich hiervoor beschikbaar om de wereld bewust te maken van de onderdrukking van Noord-Koreanen.
Sommige aspecten van Park's verhaal zijn in twijfel getrokken, ook door sommige andere vluchtelingen.
Journalist Mary Ann Jolley, die Park interviewde for SBS Dateline in Australië, zegt dat een aantal delen van haar verhaal niet kloppen met interviews aan andere media. Jolley zegt ook dat sommige details in haar verhaal in twijfel werden getrokken door andere Noord-Koreaanse vluchtelingen. Sommige Noord-Koreaexperts hebben ook vraagtekens geplaatst bij delen van haar verhaal.
Park heeft verklaard dat de tegenstrijdigheden komen door haar beperkte beheersing van de Engelse taal en door foute vertalingen haar woorden door journalisten.

## Overtuigingen
Park is van mening dat er positieve en negatieve mogelijkheden zijn voor een hereniging tussen Noord- en Zuid-Korea. Ze is van mening dat er geen noorderlingen en zuiderlingen zijn in Korea, alleen Koreanen.
Park gelooft dat er verandering kan komen in Noord-Korea zolang zij en andere Noord-Koreaanse vluchtelingen zich blijven inzetten voor mensenrechten in Noord-Korea. Volgens de National Review, gaat Park ervan uit dat "het regime zich zal aanpassen, zoals de Chinese communisten en de Vietnamese communists dat hebben gedaan. Dat zou de Noord-Koreaanse communisten toestaan om nog vele jaren langer aan de macht te blijven," en daarom zouden de Kims zich kunnen richten op de bevolking en opener kunnen worden voor de wereld. Zolang Jangmadang actief blijft, zouden meer Noord-Koreanen zich kunnen blootstellen aan de buitenwereld en hun leven in twijfel trekken.
Park ziet Kim Jong-un als een wrede leider omdat hij de mishandeling van zijn eigen volk doorzet. Park vergelijkt Kim Jong-un met een beschrijving van Al Jazeera, en veroordeeld hem als "een crimineel die 80 mensen in één dag vermoordde voor het kijken van een film of het lezen van de Bijbel. Deze jongeman is erg wreed. Hij gaf bevel dat mensen die proberen te ontsnappen, doodgeschoten moesten worden." Volgens de Telegraph gelooft Park dat hij gestraft moet worden omdat hij zijn eigen volk niet alleen onderdrukt, maar met ze speelt.

## Publicaties
- (en) Park, Yeonmi, Vollers, Maryanne (29 september 2015). In Order to Live: A North Korean Girl's Journey to Freedom. Penguin Press, New York. ISBN 978-0-698-40936-1.